# Neoclinus nudus
Espèce
Statut de conservation UICN

 LC  : Préoccupation mineure
Neoclinus nudus est une espèce de poissons de la famille des Chaenopsidae.

## Répartition et habitat
Cette espèce est présente dans le Pacifique Ouest, le long des côtes à Taiwan et dans les îles Okinawa au Japon.